# Pralboino

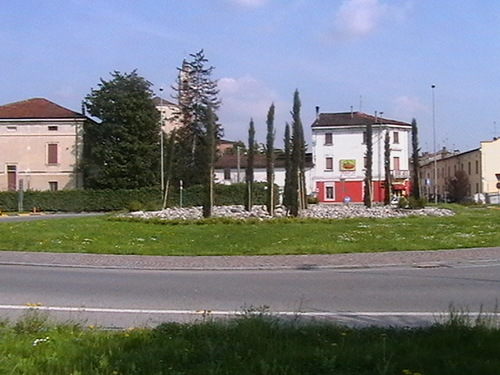
Pralboino

Pralboino (auch: Prato di Alboino) ist eine norditalienische Gemeinde (comune) mit 2813 Einwohnern (Stand 31. Dezember 2023) in der Provinz Brescia in der Lombardei. Die Gemeinde liegt etwa 29,5 Kilometer südlich von Brescia in der Po-Ebene und grenzt unmittelbar an die Provinz Cremona. Die westliche Gemeindegrenze bildet die Mella.

## Geschichte
Der Name leitet sich von dem Langobarden Alboin ab, der 569 das Land verheerte.

## Persönlichkeiten
- Veronica Gambara (1485–1550), Dichterin
- Angelo Vincenzo Zani (* 1950), Kurienerzbischof
- Antonio Arcari (* 1953), Diplomat des Heiligen Stuhls
- Sandro Gibellini (* 1957), Jazzmusiker